# Stáňa (opera)
Stáňa, původním názvem Slavnost svatého Floriána, je jednoaktová komická opera českého skladatele Jana Maláta z roku 1898. Libreto napsal Karel Kádner na námět humoresky Josefa Štolby Čiperná hlava nade vše. Opera Stáňa měla premiéru 30. června 1899 v pražském Národním divadle.

## Vznik a historie díla
Skladatel Jan Malát přikročil ke kompozici své první opery poměrně pozdě, až v pětapadesáti letech. Do té doby byl znám především jednak jako hudební pedagog a autor či spoluautor oceňovaných škol pro housle, klavír a flétnu, jednak jako upravovatel a harmonizátor lidových písní, vydávaných ve sbírce „Český národní poklad“.
Malát hledal námět z českého venkova, kde mohl uplatnit svou znalost lidové hudby, a v duchu svého vzoru Bedřicha Smetany. Spisovatel Karel Kádner (libretista mj. oper Josefa Richarda Rozkošného pro něj zpracoval jednu z oblíbených prozaických humoresek Josefa Štolby Čiperná hlava nade vše, která i při velmi prostém ději poskytovala řadu prvků vhodných pro operní zpracování: centrální milostný pár, pozadí venkovské slavnosti a spor sedláků s chalupníky nabízející se k využití pro sbory. Malát jednoaktovou operu dopsal 31. prosince 1898 s původním názvem Slavnost sv. Floriána. Brzy poté byla aktovka uvedena v Národním divadle, ale pod názvem Stáňa (jméno hlavního hrdiny). Poměrně úspěšná premiéra se konala 30. června 1899, v kombinaci s operou Ludvíka Lošťáka Selská bouře. Následovalo pět repríz, též s jinými operami.
Příznivý posudek již před uvedením poskytl tehdejší dramaturg opery Národního divadla Zdeněk Fibich. Podle něj zde Malát „šťastně vystihl národní ráz hudby […] Zvláště vystupuje skladatelův humor a nadání pro hudební vtip. Instrumentace jest obratná, orchestr namnoze se zdarem polyfonně veden, deklamace správná, takže očekávati lze, že dílo toto se širšímu obecenstvu zalíbí a populárním se stane.“ Kritika pak přivítala krátké a svěží dílo se řadou vtipných nápadů (např. živá předehra s hasičským motivem nebo baletní intermezzo „hra na honěnou“ ilustrované honičkou mezi flétnou a klarinetem) a s národním tónem hudby. Postrádala divadelnější rysy či ostřejší charakterizaci postav, vyčítala také vícenásobné využití lidových melodií na úkor umělecké osobitosti. „Skromnost, mírnost, veselý úsměv tvoří celkový zvuk té hudby, která je vysoustruhována s láskou a pílí, vykroužená s obratností a znalostmi, třeba nevzrušila, neoslnila, přece odměňujíc spolehlivou hodnotou.“
Libreto opery bylo vydáno roku 1899 v Bibliotéce operních textů nakladatelství František Augustin Urbánek. Klavírní výtah měl být vydán u Emiliána Starého, ale nakonec byla porůznu vydána jen některá čísla.

## Osoby a první obsazení
| osoba                                                    | hlasový obor | premiéra (30. června 1899) |
| -------------------------------------------------------- | ------------ | -------------------------- |
| Koukal, sedlák, starosta obce                            | bas          | Václav Kliment             |
| Klára, jeho dcera                                        | soprán       | Karla Fabiánová            |
| Jindra, chalupník a radní                                | baryton      | Václav Viktorin            |
| Stanislav, jeho syn                                      | tenor        | Bohumil Pták               |
| Sirka, velitel hasičů                                    | …            | Josef Karásek              |
| Farář                                                    | tenor        | Bedřich Bohuslav           |
| První hoch                                               | –            | Aninka Korecká             |
| Druhý hoch                                               | –            | Lisetta Paltrinieri        |
| Chasník                                                  | –            | František Morda            |
| Vesničané, hasiči, mládež                                |              |                            |
| Dirigent: Mořic Stanislav Anger, režisér: Adolf Krössing |              |                            |

## Děj opery
Na návsi hlučno. Obec dostala ze zámku datem sochu sv. Floriana, i nedá si hasičský sbor ujíti příležitosti, aby převezení sochy neoslavil. Celá ves je v slavnostní náladě, kterouž krásné nedělní odpoledne ještě zvyšuje. Konečně vše připraveno, velitel hasičů Sirka dá povel k pochodu a za hlaholu hudby ubírá se průvod k zámku (pochod hasičů Pozor! V levo toč! Pochodem pochod!). Starosta obce Koukal, sedlák, a radní Jindra, chalupník, jakožto deputace odjedou ve voze, aby za dar vzdali v zámku díky.
Na návsi opět pusto a ticho. Jen Koukalova dcera Klárka a Jindrův syn Stáňa, jichž láska jest veřejným tajemstvím, setrvají v důvěrném hovoru (Klárčin zpěv Jak jsem ráda, ach, jak ráda a duet Zde jsem, dítě milované!). Stáňa jest tak vesel, že vzbudí Klárčinu zvědavost; ráda by věděla příčnu veselosti té, i nedá milenci pokoje, pokud ji nezví. „Až bude po slavnosti, půjdu k vám a požádám o tvou ruku,“ – prozrazuje jí Stáňa tajemství, jímž ji chtěl překvapiti. Klárka blažena obejme jej a políbí, ale hned vzpamatovavši se z přenáhlení svého, prchá domů, sledována slastnými pohledy Stáňovými (/píseň Stáni Vida ji, tu šelmičku!... Ano, toť ta láska pravá). Po malé chvíli zvoní se na požehnání a vesničané trousí se do kostela. Také Klárka brzy vyjde z domu s modlitbami a provázena svým milencem jde na požehnání.
V tom zavzní hasičská trubka, zvěstující návrat průvodu. Rázem náves oživne (sbor Nuže k dílu, bez váhání). Hasiči utvoří po straně špalír, vesničané skupí se blízko nich a za dozoru Stáňova přistrčí se ku středu, kdež u stromu již stojí podstavec, vůz se sochou sv. Floriana. Několik paží zvedne sochu, aby ji přeneslo na podstavec; z čista jasna zachvácen však jeden z chasníků křečí, uvolní ruku – a socha se kácí. Všichni zaraženi hledí na uraženou hlavu sochy. „To je pěkné!“, posteskne si Koukal. Jediný Stáňa nepozbude rozvahy. „Nu což?“, prohodí, „hlavu zase přidělám a bude dobře.“ Všem se opět uleví. Stáňa dá nyní postaviti bezhlavou sochu na podstavec. „Oho! Tak by stála špatně!“, zvolá náhle Koukal; nelíbíť se mu, že socha obrácena k chalupám a k barákům a ne k statkům. Jindra ujme se hned svých soudruhů a v hádce, jež z toho vznikne, škodolibě vyčte Koukalovi, že „někdo ze statků pošilhává k chalupám“. Do Klárky a do Stáni jako by uhodil hrom; vidí, jak všechny jejich naděje rázem zmařeny. Ale Stáňa přece nevzdává se naděje na usmíření Koukala; prosí jej, aby se na otce jeho udobřil. Koukal, jenž má Stáňu rád, odpovídá, že si to rozmyslí, a odchází se slovy: „Ale dříve musí socha koukat k nám.“ Chalupníci s Jindrou v čele opět trvají na tom, že musí socha zůstat k nim obrácena. Ves rozdělila se na dva nepřátelské tábory, jež ztuha se utkaly a teprve k pokynu farářovu roztrpčeny se rozešly (sbor Jakže! To si dáte líbit?).
Stáňa osamotněl a zamyslil se. Náhle napadla jej šťastná myšlénka. S pomocí hochů přinesl si, čeho k práci potřeboval, a jal se za plachtou přidělávati soše hlavu. Mezitím, co hoši hráli si na honěnou dětská hra En ten týne), co otec zakazoval mu poměr s Klárkou a co Koukal horšil se na svou dceru, dokončil svou práci (písně Stáni Na bílé hoře sedláček oře a Už mou milou do kostela vedou, Koukalův zpěv A teď zrovna postavím si hlavu), načež poslal hochy, aby svolali sousedy a sousedky. Vše hrne se chvatem k soše a naléhá na Stáňu, by pochlubil se, jaký div učinil (sbor Už jsme tady, tak, co chceš?). Stáňa konečně odstraní plachtu a všichni jsou spokojeni. Nechal sochu, jak stála, obrácenu k chalupám, ale hlavu přidělal tak, že kouká ku statkům. Za to Koukal dá mu Klárku a vše usmířeno přeje Stáňovi zdaru (sbor Sláva Stáňovi, ať žije!... Hejsa, hejsa, ký to šťastný den!).
(Děj podle tištěného libreta s doplněnín incipitů árií.)